# Sarcham-e Deh Hārūn
Sarcham-e Deh Hārūn (persiska: سر چم ده هارون) är en ort i Iran.   Den ligger i provinsen Ilam, i den västra delen av landet, 500 km väster om huvudstaden Teheran. Sarcham-e Deh Hārūn ligger 851 meter över havet och antalet invånare är 102.
Terrängen runt Sarcham-e Deh Hārūn är kuperad. Runt Sarcham-e Deh Hārūn är det ganska tätbefolkat, med 149 invånare per kvadratkilometer. Närmaste större samhälle är Bān-e Sarv, 16,5 km öster om Sarcham-e Deh Hārūn. Omgivningarna runt Sarcham-e Deh Hārūn är i huvudsak ett öppet busklandskap.